# Danza Kuduro
„Danza Kuduro” este un cântec de pe albumul cântărețului portorican Don Omar, Meet the Orphans, lansat pe 15 august 2010 prin Machete Music și VI Music. Single-ul este o colaborare cu Lucenzo.